# Gneu Aufidi Orestes
Gneu Aureli Orestes, (en llatí Gnaeus Aurelius Orestes), que després va canviar el seu nom pel de Gneu Aufidi Orestes, en llatí Gnaeus Aufidius Orestes, va ser un polític romà de la república tardana, cònsol l'any 71 aC.

## Biografia
Pertanyia a la família Aurelia, però va ser adoptat per l'historiador Gneu Aufidi, pertanyent des de llavors a la família Aufidia d'origen plebeu.
Sembla que va ser pretor urbà l'any 77 aC, i durant el seu ofici una de les decisions que va prendre va ser revocada després d'una apel·lació davant el cònsol Mamerc Emili Lèpid Livià.
Després de ser derrotat l'any 72 aC en unes eleccions per a tribú de la plebs, va ser elegit cònsol el 71 aC al costat de Publi Corneli Lèntul Sura gràcies al seu magnífic tracte cap al poble.